# Henotesia masikora
Henotesia masikora är en fjärilsart som beskrevs av Paul Mabille 1877. Henotesia masikora ingår i släktet Henotesia och familjen praktfjärilar. Inga underarter finns listade i Catalogue of Life.